# Canoagem nos Jogos Olímpicos de Verão de 2012 - K-1 200 m masculino
A competição do K-1 200 m masculino da canoagem nos Jogos Olímpicos de Verão de 2012 realizou-se nos dias 10 e 11 de agosto no Eton Dorney.

## Calendário
Horário local (UTC+1)
| Dia          | Horário | Fase          |
| ------------ | ------- | ------------- |
| 10 de agosto | 09:30   | Eliminatórias |
| 10 de agosto | 11:02   | Semifinal     |
| 11 de agosto | 09:30   | Final         |

## Medalhistas
| Ouro   | GBR Ed McKeever    |
| Prata  | ESP Saúl Craviotto |
| Bronze | CAN Mark de Jonge  |

## Resultados

### Eliminatórias
Os cinco melhores colocados em cada bateria mais o sexto melhor no geral avançam as semifinais.

#### Eliminatória 1
| Pos. | Nome                | CON           | Tempo  | Notas |
| ---- | ------------------- | ------------- | ------ | ----- |
| 1    | Mark de Jonge       | CAN Canadá    | 35.396 | Q     |
| 2    | Piotr Siemionowski  | POL Polônia   | 35.990 | Q     |
| 3    | Momotaro Matsushita | JPN Japão     | 36.096 | Q     |
| 4    | Egidijus Balčiūnas  | LTU Lituânia  | 36.173 | Q     |
| 5    | César de Cesare     | ECU Equador   | 36.181 | Q     |
| 6    | Murray Stewart      | AUS Austrália | 37.202 |       |
| 7    | Mohamed Mrabet      | TUN Tunísia   | 38.291 |       |

#### Eliminatória 2
| Pos. | Nome             | CON                | Tempo  | Notas |
| ---- | ---------------- | ------------------ | ------ | ----- |
| 1    | Ed McKeever      | GBR Grã-Bretanha   | 35.087 | Q, OB |
| 2    | Marko Novaković  | SRB Sérvia         | 35.212 | Q     |
| 3    | Miklós Dudás     | HUN Hungria        | 35.323 | Q     |
| 4    | Yevgeny Salakhov | RUS Rússia         | 35.652 | Q     |
| 5    | Maxime Richard   | BEL Bélgica        | 36.125 | Q     |
| 6    | Tim Hornsby      | USA Estados Unidos | 36.560 | q     |
| 7    | Mostafa Mansour  | EGY Egito          | 40.507 |       |

#### Eliminatória 3
| Pos. | Nome            | CON            | Tempo  | Notas |
| ---- | --------------- | -------------- | ------ | ----- |
| 1    | Saúl Craviotto  | ESP Espanha    | 35.552 | Q     |
| 2    | Maxime Beaumont | FRA França     | 35.571 | Q     |
| 3    | Kasper Bleibach | DEN Dinamarca  | 36.610 | Q     |
| 4    | Ronald Rauhe    | GER Alemanha   | 36.817 | Q     |
| 5    | Zhou Yubo       | CHN China      | 38.316 | Q     |
| 6    | Joshua Utanga   | COK Ilhas Cook | 38.966 |       |

### Semifinais
Os quatro melhores em cada semifinal avançam para a final A. Os demais participantes avançam para a final B.

#### Semifinal 1
| Pos. | Nome                | CON           | Tempo  | Notas |
| ---- | ------------------- | ------------- | ------ | ----- |
| 1    | Mark de Jonge       | CAN Canadá    | 35.595 | Q     |
| 2    | Saúl Craviotto      | ESP Espanha   | 35.597 | Q     |
| 3    | Marko Novaković     | SRB Sérvia    | 36.293 | Q     |
| 4    | Yevgeny Salakhov    | RUS Rússia    | 36.312 | Q     |
| 5    | Kasper Bleibach     | DEN Dinamarca | 36.667 |       |
| 6    | César de Cesare     | ECU Equador   | 36.975 |       |
| 7    | Momotaro Matsushita | JPN Japão     | 37.201 |       |
| 8    | Zhou Yubo           | CHN China     | 39.042 |       |

#### Semifinal 2
| Pos. | Nome               | CON                | Tempo  | Notas |
| ---- | ------------------ | ------------------ | ------ | ----- |
| 1    | Ed McKeever        | GBR Grã-Bretanha   | 35.619 | Q     |
| 2    | Maxime Beaumont    | FRA França         | 35.814 | Q     |
| 3    | Miklós Dudás       | HUN Hungria        | 35.993 | Q     |
| 4    | Ronald Rauhe       | GER Alemanha       | 36.183 | Q     |
| 5    | Egidijus Balčiūnas | LTU Lituânia       | 36.495 |       |
| 6    | Piotr Siemionowski | POL Polônia        | 36.507 |       |
| 7    | Maxime Richard     | BEL Bélgica        | 37.029 |       |
| 8    | Tim Hornsby        | USA Estados Unidos | 37.660 |       |

### Finais

#### Final B
| Pos. | Nome                | CON                | Tempo  | Notas |
| ---- | ------------------- | ------------------ | ------ | ----- |
| 1    | Kasper Bleibach     | DEN Dinamarca      | 37.802 |       |
| 2    | Egidijus Balčiūnas  | LTU Lituânia       | 37.995 |       |
| 3    | Momotaro Matsushita | JPN Japão          | 38.040 |       |
| 4    | César de Cesare     | ECU Equador        | 38.075 |       |
| 5    | Maxime Richard      | BEL Bélgica        | 38.435 |       |
| 6    | Piotr Siemionowski  | POL Polônia        | 38.585 |       |
| 7    | Tim Hornsby         | USA Estados Unidos | 39.370 |       |
| 8    | Zhou Yubo           | CHN China          | 40.157 |       |

#### Final A
| Pos.              | Nome             | CON              | Tempo  | Notas |
| ----------------- | ---------------- | ---------------- | ------ | ----- |
| Medalha de ouro   | Ed McKeever      | GBR Grã-Bretanha | 36.246 |       |
| Medalha de prata  | Saúl Craviotto   | ESP Espanha      | 36.540 |       |
| Medalha de bronze | Mark de Jonge    | CAN Canadá       | 36.657 |       |
| 4                 | Maxime Beaumont  | FRA França       | 36.688 |       |
| 5                 | Yevgeny Salakhov | RUS Rússia       | 36.825 |       |
| 6                 | Miklós Dudás     | HUN Hungria      | 36.830 |       |
| 7                 | Marko Novaković  | SRB Sérvia       | 37.094 |       |
| 8                 | Ronald Rauhe     | GER Alemanha     | 37.553 |       |